# Thomas Stamnitz
Thomas Stamnitz (* 8. August 1961 in Hamburg) ist ein deutscher Saxophonist, Schlagzeuger, Komponist und Arrangeur.

## Leben
Thomas Stamnitz studierte Saxophon, Piano, Schlagzeug, Komposition und Arrangement an der Hochschule für Musik und Darstellende Kunst Hamburg, der Frankfurter Musikwerkstatt, in Montpellier und Antibes, Juan-les-Pins (Frankreich).
Er ist Absolvent der Jazz-Masterclasses beim Jazz Festival Montreux (Schweiz) und spielte mit Randy Brecker, John Abercrombie, Robben Ford, John Miles. Seit 1986 unternahm er Tourneen in Deutschland, Österreich, der Schweiz und in Italien, und spielte bei Rundfunk- und. Fernsehproduktionen für den Hessischen Rundfunk und den WDR in Köln. Stamnitz erhielt einen 1. Platz beim Pinneberger Jazzfestival und beim Solistenwettbewerb der Deutschen Bank Frankfurt a. M. als bester Altsaxophonist.
Er ist Saxophonist bei der Groovin’ Galaband Frankfurt und gründete unter dem Pseudonym „Tommi Lens“ die Formation „Savoir Vivre“ zusammen mit der Sängerin Niki Aramondi. Besondere Aufmerksamkeit erlangte er durch seine Klanginstallation „Jazz in Space – Space in Jazz“, wobei insbesondere die Eigenkomposition „Infinity“ im Rahmen von mehreren Multimediapräsentationen in Hamburg, Berlin und Frankfurt Erfolg hatte. Seit 2005 wandte er sich zunehmend der kompositorischen Arbeit für Saxophon, Hang und Stimme zu. Seine Musik bewegt sich zwischen Jazz, spätromantischer Klassik, folkloristischen Einflüssen und Elementen des progressiven Pop, wobei er Hang und Saxophon live präsentiert. Stamnitz lebt in Freiburg im Breisgau.